# Llista de platges de la Costa de València
Llista de platges de la Costa de València, corresponents a les marques turístiques València Terra i Mar, i Ciutat de València, de la província de València, incloses en el catàleg i guia del Ministeri d'Agricultura, Alimentació i Medi Ambient.
Les platges estan ordenades seguint el litoral de nord a sud, des de Sagunt (Camp de Morvedre) fins a Oliva (Safor). S'indica amb una icona les platges amb el distintiu de Bandera Blava en la temporada del 2014.
| Nom                                                                         | Sòl i entorn                    | Longitud x amplada (m) | Localització                                                                                | Codi      | Imatge |
| --------------------------------------------------------------------------- | ------------------------------- | ---------------------- | ------------------------------------------------------------------------------------------- | --------- | --- |
| Platja de la Malva-rosa de Corinto                                          | Cudols, semiurbà                | 1.200 x 28             | Sagunt Urb. Malva-sud (Camp de Morvedre) 39° 43′ 03″ N, 0° 11′ 27″ O / 39.71742°N,0.19085°O | PL-204601 | {{ca\|Platja de la Malva-rosa de Corinto (Sagunt)}} · {{WLE-AD-ES\|PL-204601}} · {{Object location dec\|39.71742\|-0.19085\|region:ES-VC_type:landmark_dim:1200_source:cawiki}} · [[Categoria:Beaches of the province of Valencia]]    |
| Platja de Corint                                                            | Grava i sorra, semiurbà         | 1.300 x 28             | Sagunt Urb. Corint (Camp de Morvedre) 39° 42′ 28″ N, 0° 11′ 41″ O / 39.70783°N,0.19484°O    | PL-1523   | {{ca\|Platja de Corint (Sagunt)}} · {{WLE-AD-ES\|PL-1523}} · {{Object location dec\|39.70783\|-0.19484\|region:ES-VC_type:landmark_dim:1300_source:cawiki}} · [[Categoria:Beaches of the province of Valencia]]                        |
| Platja d'Almardà, o de l'Almardà                                            | Grava i sorra, semiurbà         | 1.830 x 30             | Sagunt (Camp de Morvedre) 39° 41′ 39″ N, 0° 11′ 58″ O / 39.69422°N,0.19939°O                | PL-1524   | {{ca\|Platja d'Almardà (Sagunt)}} · {{WLE-AD-ES\|PL-1524}} · {{Object location dec\|39.69422\|-0.19939\|region:ES-VC_type:landmark_dim:1830_source:cawiki}} · [[Categoria:Beaches of the province of Valencia]]                        |
| Platja de Canet o platja del Racó de Mar                                    | Sorra, urbà                     | 1.150 x 80             | Canet d'en Berenguer (Camp de Morvedre) 39° 40′ 49″ N, 0° 12′ 07″ O / 39.6804°N,0.2020°O    | PL-1490   | {{ca\|Platja de Canet (Canet d'en Berenguer)}} · {{WLE-AD-ES\|PL-1490}} · {{Object location dec\|39.6804\|-0.2020\|region:ES-VC_type:landmark_dim:1150_source:cawiki}} · [[Categoria:Platja de Canet d'en Berenguer]]                  |
| Platja del Port de Sagunt                                                   | Sorra, urbà                     | 2.100 x 90             | Sagunt (Camp de Morvedre) 39° 39′ 50″ N, 0° 12′ 31″ O / 39.66396°N,0.20854°O                | PL-1525   | {{ca\|Platja del Port de Sagunt (Sagunt)}} · {{WLE-AD-ES\|PL-1525}} · {{Object location dec\|39.66396\|-0.20854\|region:ES-VC_type:landmark_dim:2100_source:cawiki}} · [[Categoria:Beaches of the province of Valencia]]               |
| Platja de Puçol                                                             | Grava i sorra, urbà             | 2.050 x 60             | Puçol (Horta Nord) 39° 36′ 28″ N, 0° 15′ 52″ O / 39.60777°N,0.26453°O                       | PL-1520   | {{ca\|Platja de Puçol}} · {{WLE-AD-ES\|PL-1520}} · {{Object location dec\|39.60777\|-0.26453\|region:ES-VC_type:landmark_dim:2050_source:cawiki}} · [[Categoria:Platja de Puçol]]                                                      |
| Platja del Puig                                                             | Cudols, grava i sorra, semiurbà | 2.100 x 80             | El Puig de Santa Maria (Horta Nord) 39° 35′ 18″ N, 0° 16′ 18″ O / 39.58820°N,0.27162°O      | PL-1521   | {{ca\|Platja del Puig (el Puig de Santa Maria)}} · {{WLE-AD-ES\|PL-1521}} · {{Object location dec\|39.58820\|-0.27162\|region:ES-VC_type:landmark_dim:2100_source:cawiki}} · [[Categoria:Platja del Puig]]                             |
| Platja de Puigval                                                           | Sorra, urbà                     | 1.600 x 50             | El Puig de Santa Maria (Horta Nord) 39° 34′ 15″ N, 0° 16′ 38″ O / 39.57081°N,0.27729°O      | PL-1522   | {{ca\|Platja de Puigval (el Puig de Santa Maria)}} · {{WLE-AD-ES\|PL-1522}} · {{Object location dec\|39.57081\|-0.27729\|region:ES-VC_type:landmark_dim:1600_source:cawiki}} · [[Categoria:Beaches of the province of Valencia]]       |
| Platja de la Pobla de Farnals, nord i sud                                   | Grava i sorra, urbà             | 400 x 80               | La Pobla de Farnals (Horta Nord) 39° 33′ 55″ N, 0° 16′ 55″ O / 39.5654°N,0.2819°O           | PL-1508   | {{ca\|Platja de la Pobla de Farnals}} · {{WLE-AD-ES\|PL-1508}} · {{Object location dec\|39.5654\|-0.2819\|region:ES-VC_type:landmark_dim:1460_source:cawiki}} · [[Categoria:Platja de la Pobla de Farnals]]                            |
| Platja de Massamagrell                                                      | Sorra, aïllat                   | 300 x 200              | Massamagrell (Horta Nord) 39° 33′ 30″ N, 0° 17′ 14″ O / 39.5584°N,0.2871°O                  | PL-1510   | {{ca\|Platja de Massamagrell}} · {{WLE-AD-ES\|PL-1510}} · {{Object location dec\|39.5584\|-0.2871\|region:ES-VC_type:landmark_dim:300_source:cawiki}} · [[Categoria:Platja de Massamagrell]]                                           |
| Platja de Vistabella                                                        | Sorra, aïllat                   | 950 x 70               | València 39° 33′ 17″ N, 0° 17′ 30″ O / 39.55474°N,0.29175°O                                 | PL-204608 | {{ca\|Platja de Vistabella (València)}} · {{WLE-AD-ES\|PL-204608}} · {{Object location dec\|39.55474\|-0.29175\|region:ES-VC_type:landmark_dim:950_source:cawiki}} · [[Categoria:Beaches of the province of Valencia]]                 |
| Platja de Massalfassar                                                      | Grava i sorra, aïllat           | 450 x 50               | Massalfassar (Horta Nord) 39° 32′ 57″ N, 0° 17′ 49″ O / 39.54928°N,0.29690°O                | PL-1509   | {{ca\|Platja de Massalfassar}} · {{WLE-AD-ES\|PL-1509}} · {{Object location dec\|39.54928\|-0.29690\|region:ES-VC_type:landmark_dim:450_source:cawiki}} · [[Categoria:Platja de Massalfassar]]                                         |
| Platja de Meliana                                                           | Sorra, aïllat                   | 1.200 x 50             | Meliana (Horta Nord) 39° 31′ 21″ N, 0° 18′ 58″ O / 39.52243°N,0.31616°O                     | PL-1511   | {{ca\|Platja de Meliana}} · {{WLE-AD-ES\|PL-1511}} · {{Object location dec\|39.52243\|-0.31616\|region:ES-VC_type:landmark_dim:1200_source:cawiki}} · [[Categoria:Beaches of the province of Valencia]]                                |
| Platja de Port Saplaya, i platja de Cal Gato                                | Grava i sorra, urbà             | 1.400 x 50             | Alboraia (Horta Nord) 39° 30′ 31″ N, 0° 19′ 16″ O / 39.50865°N,0.32113°O                    | PL-1487   | {{ca\|Platja de Port Saplaya (Alboraia)}} · {{WLE-AD-ES\|PL-1487}} · {{Object location dec\|39.50865\|-0.32113\|region:ES-VC_type:landmark_dim:1400_source:cawiki}} · [[Categoria:Platja de Port Saplaya]]                             |
| Platja dels Peixets o platja d'Alboraia                                     | Sorra, aïllat                   | 800 x 20               | Alboraia (Horta Nord) 39° 29′ 52″ N, 0° 19′ 25″ O / 39.49774°N,0.32351°O                    | PL-204604 | {{ca\|Platja dels Peixets (Alboraia)}} · {{WLE-AD-ES\|PL-204604}} · {{Object location dec\|39.49774\|-0.32351\|region:ES-VC_type:landmark_dim:800_source:cawiki}} · [[Categoria:Platja dels Peixets]]                                  |
| Platja de la Patacona                                                       | Sorra, urbà                     | 1.100 x 100            | Alboraia (Horta Nord) 39° 29′ 22″ N, 0° 19′ 27″ O / 39.4895°N,0.3241°O                      | PL-1488   | {{ca\|Platja de la Patacona (Alboraia)}} · {{WLE-AD-ES\|PL-1488}} · {{Object location dec\|39.4895\|-0.3241\|region:ES-VC_type:landmark_dim:1100_source:cawiki}} · [[Categoria:Platja de la Patacona]]                                 |
| Platja de la Malva-rosa                                                     | Sorra, urbà                     | 1.300 x 140            | València 39° 28′ 45″ N, 0° 19′ 25″ O / 39.4791°N,0.3236°O                                   | PL-1536   | {{ca\|Platja de la Malva-rosa (València)}} · {{WLE-AD-ES\|PL-1536}} · {{Object location dec\|39.4791\|-0.3236\|region:ES-VC_type:landmark_dim:1300_source:cawiki}} · [[Categoria:Malvarrosa Beach, Valencia]]                          |
| Platja del Cabanyal o platja de les Arenes                                  | Sorra, urbà                     | 1.050 x 110            | València 39° 28′ 06″ N, 0° 19′ 21″ O / 39.4684°N,0.3225°O                                   | PL-204605 | {{ca\|Platja del Cabanyal (València)}} · {{WLE-AD-ES\|PL-204605}} · {{Object location dec\|39.4684\|-0.3225\|region:ES-VC_type:landmark_dim:1050_source:cawiki}} · [[Categoria:Platja del Cabanyal]]                                   |
| Platja de Pinedo                                                            | Grava i sorra, semiurbà         | 1.260 x 60             | València 39° 25′ 07″ N, 0° 20′ 02″ O / 39.41862°N,0.33392°O                                 | PL-1532   | {{ca\|Platja de Pinedo (València)}} · {{WLE-AD-ES\|PL-1532}} · {{Object location dec\|39.41862\|-0.33392\|region:ES-VC_type:landmark_dim:1260_source:cawiki}} · [[Categoria:Pinedo Beach, Valencia]]                                   |
| Platja de l'Arbre del Gos                                                   | Cudols i sorra, aïllat          | 1.600 x 35             | València 39° 24′ 16″ N, 0° 19′ 50″ O / 39.40431°N,0.33064°O                                 | PL-204606 | {{ca\|Platja de l'Arbre del Gos (València)}} · {{WLE-AD-ES\|PL-204606}} · {{Object location dec\|39.40431\|-0.33064\|region:ES-VC_type:landmark_dim:1600_source:cawiki}} · [[Categoria:Beaches of the province of Valencia]]           |
| Platja del Saler                                                            | Cudols i sorra, aïllat          | 2.800 x 35             | València 39° 23′ 00″ N, 0° 19′ 28″ O / 39.38325°N,0.32432°O                                 | PL-1533   | {{ca\|Platja del Saler (València)}} · {{WLE-AD-ES\|PL-1533}} · {{Object location dec\|39.38325\|-0.32432\|region:ES-VC_type:landmark_dim:2800_source:cawiki}} · [[Categoria:Beaches of the province of Valencia]]                      |
| Platja de la Garrofera o platja del Saler                                   | Sorra, semiurbà                 | 2.650 x 35             | València 39° 21′ 26″ N, 0° 18′ 54″ O / 39.35719°N,0.31492°O                                 | PL-204607 | {{ca\|Platja de la Garrofera (València)}} · {{WLE-AD-ES\|PL-204607}} · {{Object location dec\|39.35719\|-0.31492\|region:ES-VC_type:landmark_dim:2650_source:cawiki}} · [[Categoria:Beaches of the province of Valencia]]              |
| Platja de la Devesa: platges de la Brava, la Malladeta, l'Alcatí i la Punta | Sorra, aïllat                   | 4.900 x 35             | València 39° 19′ 49″ N, 0° 18′ 11″ O / 39.33025°N,0.30310°O                                 | PL-1534   | {{ca\|Platja de la Devesa (València)}} · {{WLE-AD-ES\|PL-1534}} · {{Object location dec\|39.33025\|-0.30310\|region:ES-VC_type:landmark_dim:4900_source:cawiki}} · [[Categoria:Beaches of the province of Valencia]]                   |
| Platja del Recatí o platja del Perellonet                                   | Sorra, urbà                     | 3.600 x 55             | València 39° 17′ 38″ N, 0° 17′ 04″ O / 39.29394°N,0.28448°O                                 | PL-1535   | {{ca\|Platja del Recatí (València)}} · {{WLE-AD-ES\|PL-1535}} · {{Object location dec\|39.29394\|-0.28448\|region:ES-VC_type:landmark_dim:3600_source:cawiki}} · [[Categoria:Beaches of the province of Valencia]]                     |
| Platja del Perelló, platja de la Llastra o platja de Sos                    | Sorra, urbà                     | 1.250 x 30             | Sueca (Ribera Baixa) 39° 16′ 20″ N, 0° 16′ 16″ O / 39.27213°N,0.27123°O                     | PL-1526   | {{ca\|Platja del Perelló (Sueca)}} · {{WLE-AD-ES\|PL-1526}} · {{Object location dec\|39.27213\|-0.27123\|region:ES-VC_type:landmark_dim:1250_source:cawiki}} · [[Categoria:Platja del Perelló]]                                        |
| Platja del Pouet, platja de Calderer o platja de Fernandet                  | Sorra, urbà                     | 1.000 x 15             | Sueca (Ribera Baixa) 39° 15′ 48″ N, 0° 15′ 58″ O / 39.26325°N,0.26604°O                     | PL-204609 | {{ca\|Platja del Pouet (Sueca)}} · {{WLE-AD-ES\|PL-204609}} · {{Object location dec\|39.26325\|-0.26604\|region:ES-VC_type:landmark_dim:1000_source:cawiki}} · [[Categoria:Beaches of the province of Valencia]]                       |
| Platja de les Palmeretes, platja de la Loteria o platja de Motilla          | Sorra, urbà                     | 1.300 x 15             | Sueca (Ribera Baixa) 39° 15′ 18″ N, 0° 15′ 40″ O / 39.25495°N,0.26107°O                     | PL-1527   | {{ca\|Platja del Pouet (Sueca)}} · {{WLE-AD-ES\|PL-1527}} · {{Object location dec\|39.25495\|-0.26107\|region:ES-VC_type:landmark_dim:1300_source:cawiki}} · [[Categoria:Beaches of the province of Valencia]]                         |
| Platja del Rei o platja del Mareny de les Barraquetes                       | Sorra, semiurbà                 | 1.200 x 25             | Sueca (Ribera Baixa) 39° 14′ 37″ N, 0° 15′ 20″ O / 39.24369°N,0.25549°O                     | PL-1528   | {{ca\|Platja del Rei (Sueca)}} · {{WLE-AD-ES\|PL-1528}} · {{Object location dec\|39.24369\|-0.25549\|region:ES-VC_type:landmark_dim:1200_source:cawiki}} · [[Categoria:Platja del Mareny de les Barraquetes]]                          |
| Platja de Bega de Mar o platja del Mareny de Vilxes                         | Sorra, semiurbà                 | 1.000 x 25             | Sueca (Ribera Baixa) 39° 14′ 03″ N, 0° 15′ 00″ O / 39.23425°N,0.25011°O                     | PL-1529   | {{ca\|Platja de Bega de Mar (Sueca)}} · {{WLE-AD-ES\|PL-1529}} · {{Object location dec\|39.23425\|-0.25011\|region:ES-VC_type:landmark_dim:1000_source:cawiki}} · [[Categoria:Beaches of the province of Valencia]]                    |
| Platja del Mareny Blau                                                      | Sorra, urbà                     | 670 x 35               | Sueca (Ribera Baixa) 39° 13′ 38″ N, 0° 14′ 46″ O / 39.22730°N,0.24608°O                     | PL-1530   | {{ca\|Platja del Mareny Blau (Sueca)}} · {{WLE-AD-ES\|PL-1530}} · {{Object location dec\|39.22730\|-0.24608\|region:ES-VC_type:landmark_dim:670_source:cawiki}} · [[Categoria:Beaches of the province of Valencia]]                    |
| Platja del Mareny de Sant Llorenç                                           | Sorra, aïllat                   | 2.500 x 45             | Cullera (Ribera Baixa) 39° 12′ 44″ N, 0° 14′ 11″ O / 39.21211°N,0.23628°O                   | PL-1491   | {{ca\|Platja del Mareny de Sant Llorenç (Cullera)}} · {{WLE-AD-ES\|PL-1491}} · {{Object location dec\|39.21211\|-0.23628\|region:ES-VC_type:landmark_dim:2500_source:cawiki}} · [[Categoria:Beaches of the province of Valencia]]      |
| Platja del Dosser                                                           | Sorra, semiurbà                 | 2.000 x 40             | Cullera (Ribera Baixa) 39° 11′ 48″ N, 0° 13′ 36″ O / 39.19654°N,0.22668°O                   | PL-1492   | {{ca\|Platja del Dosser (Cullera)}} · {{WLE-AD-ES\|PL-1492}} · {{Object location dec\|39.19654\|-0.22668\|region:ES-VC_type:landmark_dim:2000_source:cawiki}} · [[Categoria:Beaches of the province of Valencia]]                      |
| Platja del Far                                                              | Sorra, urbà                     | 90 x 30                | Cullera (Ribera Baixa) 39° 10′ 59″ N, 0° 13′ 09″ O / 39.18293°N,0.21924°O                   | PL-1493   | {{ca\|Platja del Far (Cullera)}} · {{WLE-AD-ES\|PL-1493}} · {{Object location dec\|39.18293\|-0.21924\|region:ES-VC_type:landmark_dim:110_source:cawiki}} · [[Categoria:Beaches of the province of Valencia]]                          |
| Platja de l'Illa                                                            | Sorra, urbà                     | 425 x 65               | Cullera (Ribera Baixa) 39° 10′ 54″ N, 0° 13′ 22″ O / 39.18167°N,0.22267°O                   | PL-1494   | {{ca\|Platja de l'Illa (Cullera)}} · {{WLE-AD-ES\|PL-1494}} · {{Object location dec\|39.18167\|-0.22267\|region:ES-VC_type:landmark_dim:425_source:cawiki}} · [[Categoria:Beaches of the province of Valencia]]                        |
| Platja del Cap Blanc o platja del Portet                                    | Sorra, urbà                     | 630 x 70               | Cullera (Ribera Baixa) 39° 10′ 51″ N, 0° 13′ 42″ O / 39.18073°N,0.228225°O                  | PL-1495   | {{ca\|Platja del Cap Blanc (Cullera)}} · {{WLE-AD-ES\|PL-1495}} · {{Object location dec\|39.18073\|-0.228225\|region:ES-VC_type:landmark_dim:630_source:cawiki}} · [[Categoria:Beaches of the province of Valencia]]                   |
| Platja del Racó                                                             | Sorra, urbà                     | 1.400 x 70             | Cullera (Ribera Baixa) 39° 10′ 42″ N, 0° 14′ 13″ O / 39.17820°N,0.23699°O                   | PL-1496   | {{ca\|Platja del Racó (Cullera)}} · {{WLE-AD-ES\|PL-1496}} · {{Object location dec\|39.17820\|-0.23699\|region:ES-VC_type:landmark_dim:1400_source:cawiki}} · [[Categoria:Beaches of the province of Valencia]]                        |
| Platja de Sant Antoni                                                       | Sorra, urbà                     | 1.800 x 80             | Cullera (Ribera Baixa) 39° 09′ 55″ N, 0° 14′ 28″ O / 39.1653°N,0.2410°O                     | PL-1497   | {{ca\|Platja de Sant Antoni (Cullera)}} · {{WLE-AD-ES\|PL-1497}} · {{Object location dec\|39.1653\|-0.2410\|region:ES-VC_type:landmark_dim:1800_source:cawiki}} · [[Categoria:Platja de Sant Antoni (Cullera)]]                        |
| Platja de l'Escullera                                                       | Sorra, aïllat                   | 500 x 80               | Cullera (Ribera Baixa) 39° 09′ 17″ N, 0° 14′ 23″ O / 39.1547°N,0.2398°O                     | PL-204610 | {{ca\|Platja de l'Escullera (Cullera)}} · {{WLE-AD-ES\|PL-204610}} · {{Object location dec\|39.1547\|-0.2398\|region:ES-VC_type:landmark_dim:500_source:cawiki}} · [[Categoria:Platja de l'Escullera]]                                 |
| Platja del Marenyet                                                         | Sorra, urbà                     | 1.800 x 25             | Cullera (Ribera Baixa) 39° 08′ 34″ N, 0° 14′ 19″ O / 39.14291°N,0.23851°O                   | PL-1498   | {{ca\|Platja del Marenyet (Cullera)}} · {{WLE-AD-ES\|PL-1498}} · {{Object location dec\|39.14291\|-0.23851\|region:ES-VC_type:landmark_dim:1800_source:cawiki}} · [[Categoria:Beaches of the province of Valencia]]                    |
| Platja de l'Estany                                                          | Sorra, semiurbà                 | 1.000 x 75             | Cullera (Ribera Baixa) 39° 07′ 38″ N, 0° 13′ 54″ O / 39.12724°N,0.23164°O                   | PL-1499   | {{ca\|Platja de l'Estany (Cullera)}} · {{WLE-AD-ES\|PL-1499}} · {{Object location dec\|39.12724\|-0.23164\|region:ES-VC_type:landmark_dim:1000_source:cawiki}} · [[Categoria:Beaches of the province of Valencia]]                     |
| Platja del Brosquil                                                         | Sorra, aïllat                   | 2.300 x 35             | Cullera (Ribera Baixa) 39° 06′ 57″ N, 0° 13′ 39″ O / 39.11572°N,0.22757°O                   | PL-1500   | {{ca\|Platja del Brosquil (Cullera)}} · {{WLE-AD-ES\|PL-1500}} · {{Object location dec\|39.11572\|-0.22757\|region:ES-VC_type:landmark_dim:2300_source:cawiki}} · [[Categoria:Beaches of the province of Valencia]]                    |
| Platja de la Goleta                                                         | Sorra, urbà                     | 790 x 20               | Tavernes de la Valldigna (Safor) 39° 06′ 08″ N, 0° 13′ 16″ O / 39.10236°N,0.22104°O         | PL-204602 | {{ca\|Platja de la Goleta (Tavernes de la Valldigna)}} · {{WLE-AD-ES\|PL-204602}} · {{Object location dec\|39.10236\|-0.22104\|region:ES-VC_type:landmark_dim:790_source:cawiki}} · [[Categoria:Beaches of the province of Valencia]]  |
| Platja de Tavernes                                                          | Sorra, urbà                     | 1.987 x 30             | Tavernes de la Valldigna (Safor) 39° 05′ 26″ N, 0° 12′ 57″ O / 39.09051°N,0.21595°O         | PL-1531   | {{ca\|Platja de Tavernes (Tavernes de la Valldigna)}} · {{WLE-AD-ES\|PL-1531}} · {{Object location dec\|39.09051\|-0.21595\|region:ES-VC_type:landmark_dim:2000_source:cawiki}} · [[Categoria:Beaches of the province of Valencia]]    |
| Platja dels Marenys                                                         | Sorra, semiurbà                 | 3.105 x 30             | Tavernes de la Valldigna (Safor) 39° 04′ 11″ N, 0° 12′ 20″ O / 39.06971°N,0.20559°O         | PL-204603 | {{ca\|Platja dels Marenys (Tavernes de la Valldigna)}} · {{WLE-AD-ES\|PL-204603}} · {{Object location dec\|39.06971\|-0.20559\|region:ES-VC_type:landmark_dim:3100_source:cawiki}} · [[Categoria:Beaches of the province of Valencia]] |
| Platja de Xeraco                                                            | Sorra, urbà                     | 2.620 x 60             | Xeraco (Safor) 39° 02′ 37″ N, 0° 11′ 25″ O / 39.04373°N,0.19039°O                           | PL-1537   | {{ca\|Platja de Xeraco (Xeraco)}} · {{WLE-AD-ES\|PL-1537}} · {{Object location dec\|39.04373\|-0.19039\|region:ES-VC_type:landmark_dim:2620_source:cawiki}} · [[Categoria:Beaches of the province of Valencia]]                        |
| Platja de l'Auir                                                            | Sorra, aïllat                   | 1.760 x 70             | Gandia (Safor) 39° 01′ 40″ N, 0° 10′ 45″ O / 39.02771°N,0.17918°O                           | PL-1503   | {{ca\|Platja de l'Auir (Gandia)}} · {{WLE-AD-ES\|PL-1503}} · {{Object location dec\|39.02771\|-0.17918\|region:ES-VC_type:landmark_dim:1700_source:cawiki}} · [[Categoria:Beaches of the province of Valencia]]                        |
| Platja del Grau de Gandia o platja del Nord                                 | Sorra, urbà                     | 3.000 x 80             | Gandia (Safor) 39° 00′ 36″ N, 0° 09′ 57″ O / 39.0099°N,0.1658°O                             | PL-1504   | {{ca\|Platja del Grau de Gandia}} · {{WLE-AD-ES\|PL-1504}} · {{Object location dec\|39.0099\|-0.1658\|region:ES-VC_type:landmark_dim:3000_source:cawiki}} · [[Categoria:Beaches of the province of Valencia]]                          |
| Platja de Venècia                                                           | Sorra, urbà                     | 100 x 40               | Gandia (Safor) 38° 59′ 29″ N, 0° 09′ 06″ O / 38.99147°N,0.15166°O                           | PL-1505   | {{ca\|Platja de Venècia (Gandia)}} · {{WLE-AD-ES\|PL-1505}} · {{Object location dec\|38.99147\|-0.15166\|region:ES-VC_type:landmark_dim:300_source:cawiki}} · [[Categoria:Beaches of the province of Valencia]]                        |
| Platja dels Marenys de Rafalcaid o platja de Venècia                        | Sorra, semiurbà                 | 880 x 30               | Gandia (Safor) 38° 59′ 11″ N, 0° 08′ 58″ O / 38.98630°N,0.14940°O                           | PL-1506   | {{ca\|Platja dels Marenys de Rafalcaid (Gandia)}} · {{WLE-AD-ES\|PL-1506}} · {{Object location dec\|38.98630\|-0.14940\|region:ES-VC_type:landmark_dim:880_source:cawiki}} · [[Categoria:Beaches of the province of Valencia]]         |
| Platja dels Pedregals                                                       | Sorra, urbà                     | 650 x 40               | Daimús (Safor) 38° 58′ 51″ N, 0° 08′ 42″ O / 38.98073°N,0.14500°O                           | PL-1501   | {{ca\|Platja dels Pedregals (Daimús)}} · {{WLE-AD-ES\|PL-1501}} · {{Object location dec\|38.98073\|-0.14500\|region:ES-VC_type:landmark_dim:650_source:cawiki}} · [[Categoria:Platja de Daimús]]                                       |
| Platja de Daimús                                                            | Sorra, urbà                     | 1.020 x 40             | Daimús (Safor) 38° 58′ 29″ N, 0° 08′ 23″ O / 38.97466°N,0.13969°O                           | PL-1502   | {{ca\|Platja de Daimús}} · {{WLE-AD-ES\|PL-1502}} · {{Object location dec\|38.97466\|-0.13969\|region:ES-VC_type:landmark_dim:1020_source:cawiki}} · [[Categoria:Platja de Daimús]]                                                    |
| Platja de Guardamar                                                         | Sorra, urbà                     | 400 x 40               | Guardamar de la Safor (Safor) 38° 58′ 09″ N, 0° 08′ 04″ O / 38.96915°N,0.13453°O            | PL-1507   | {{ca\|Platja de Guardamar (Guardamar de la Safor)}} · {{WLE-AD-ES\|PL-1507}} · {{Object location dec\|38.96915\|-0.13453\|region:ES-VC_type:landmark_dim:400_source:cawiki}} · [[Categoria:Beaches of the province of Valencia]]       |
| Platja de Bellreguard                                                       | Sorra, urbà                     | 700 x 30               | Bellreguard (Safor) 38° 57′ 55″ N, 0° 07′ 50″ O / 38.96521°N,0.13063°O                      | PL-1489   | {{ca\|Platja de Bellreguard}} · {{WLE-AD-ES\|PL-1489}} · {{Object location dec\|38.96521\|-0.13063\|region:ES-VC_type:landmark_dim:700_source:cawiki}} · [[Categoria:Beaches of the province of Valencia]]                             |
| Platja de Miramar                                                           | Sorra, urbà                     | 1.520 x 40             | Miramar (Safor) 38° 57′ 29″ N, 0° 07′ 24″ O / 38.95809°N,0.12347°O                          | PL-1512   | {{ca\|Platja de Miramar}} · {{WLE-AD-ES\|PL-1512}} · {{Object location dec\|38.95809\|-0.12347\|region:ES-VC_type:landmark_dim:1520_source:cawiki}} · [[Categoria:Beaches of the province of Valencia]]                                |
| Platja de Piles                                                             | Sorra, urbà                     | 1.160 x 25             | Piles (Safor) 38° 56′ 57″ N, 0° 06′ 51″ O / 38.94923°N,0.11408°O                            | PL-1519   | {{ca\|Platja de Piles}} · {{WLE-AD-ES\|PL-1519}} · {{Object location dec\|38.94923\|-0.11408\|region:ES-VC_type:landmark_dim:1160_source:cawiki}} · [[Categoria:Platja de Piles]]                                                      |
| Platja de Terranova i platja de Burguera                                    | Sorra, urbà                     | 1.680 x 40             | Oliva (Safor) 38° 56′ 16″ N, 0° 06′ 07″ O / 38.93769°N,0.10184°O                            | PL-1513   | {{ca\|Platja de Terranova (Oliva)}} · {{WLE-AD-ES\|PL-1513}} · {{Object location dec\|38.93769\|-0.10184\|region:ES-VC_type:landmark_dim:1680_source:cawiki}} · [[Categoria:Beaches of the province of Valencia]]                      |
| Platja de Pau-Pi                                                            | Sorra, urbà                     | 1.300 x 50             | Oliva (Safor) 38° 55′ 35″ N, 0° 05′ 21″ O / 38.92630°N,0.08914°O                            | PL-1514   | {{ca\|Platja de Pau-Pi (Oliva)}} · {{WLE-AD-ES\|PL-1514}} · {{Object location dec\|38.92630\|-0.08914\|region:ES-VC_type:landmark_dim:1300_source:cawiki}} · [[Categoria:Beaches of the province of Valencia]]                         |
| Platja de l'Aigua Blanca                                                    | Sorra, semiurbà                 | 2.100 x 30             | Oliva (Safor) 38° 55′ 02″ N, 0° 04′ 42″ O / 38.91713°N,0.07825°O                            | PL-1515   | {{ca\|Platja de l'Aigua Blanca (Oliva)}} · {{WLE-AD-ES\|PL-1515}} · {{Object location dec\|38.91713\|-0.07825\|region:ES-VC_type:landmark_dim:1500_source:cawiki}} · [[Categoria:Beaches of the province of Valencia]]                 |
| Platja dels Gorgs                                                           | Sorra, aïllat                   | 600 x 40               | Oliva (Safor) 38° 54′ 41″ N, 0° 04′ 15″ O / 38.91129°N,0.07090°O                            | PL-1516   | {{ca\|Platja dels Gorgs (Oliva)}} · {{WLE-AD-ES\|PL-1516}} · {{Object location dec\|38.91129\|-0.07090\|region:ES-VC_type:landmark_dim:600_source:cawiki}} · [[Categoria:Beaches of the province of Valencia]]                         |
| Platja dels Rabdells                                                        | Sorra, urbà                     | 600 x 40               | Oliva (Safor) 38° 54′ 21″ N, 0° 03′ 52″ O / 38.90595°N,0.06438°O                            | PL-204611 | {{ca\|Platja dels Rabdells (Oliva)}} · {{WLE-AD-ES\|PL-204611}} · {{Object location dec\|38.90595\|-0.06438\|region:ES-VC_type:landmark_dim:600_source:cawiki}} · [[Categoria:Beaches of the province of Valencia]]                    |
| Platja de l'Aigua Morta                                                     | Sorra, semiurbà                 | 1.600 x 50             | Oliva (Safor) 38° 53′ 50″ N, 0° 03′ 08″ O / 38.89711°N,0.05230°O                            | PL-1517   | {{ca\|Platja de l'Aigua Morta (Oliva)}} · {{WLE-AD-ES\|PL-1517}} · {{Object location dec\|38.89711\|-0.05230\|region:ES-VC_type:landmark_dim:1600_source:cawiki}} · [[Categoria:Beaches of the province of Valencia]]                  |
| Platja de Santa Anna, platja de les Deveses o de les Bassetes               | Sorra, semiurbà                 | 850 x 40               | Oliva (Safor) 38° 53′ 22″ N, 0° 02′ 30″ O / 38.88936°N,0.04155°O                            | PL-1518   | {{ca\|Platja de Santa Anna (Oliva)}} · {{WLE-AD-ES\|PL-1518}} · {{Object location dec\|38.88936\|-0.04155\|region:ES-VC_type:landmark_dim:850_source:cawiki}} · [[Categoria:Platja de les Deveses (Oliva)]]                            |